# دریاچه مستینو
دریاچه مستینو (انگلیسی: Lake Mstino) یک دریاچه در استان تور کشور روسیه است.